# 肉孜·吾守尔
肉孜·吾守尔（1939年7月15日—2011年5月9日）笔名多浪，维吾尔族，新疆麦盖提人。中国人民解放军少将，中华人民共和国作家。

## 生平
肉孜·吾守尔是大专毕业。1956年1月加入中国共产党。1957年1月应征参加中国人民解放军，历任战士、班长、排长、副指导员、指导员，新疆军区8138部队政治处副主任、副政委，乌鲁木齐军区军政干（部）校政治部副主任，南疆军区副政委兼喀什军分区政委、南疆军区纪委副书记，新疆军区副政委。他还是第九、十届全国政协委员。
肉孜·吾守尔是新疆作协委员。1958年开始发表文学作品。1997年加入中国作家协会。
2011年5月9日，肉孜·吾守尔在兰州军区乌鲁木齐总医院病逝，享年72岁。

## 著作
- 短篇小说集：《多浪河》、《接班》
- 诗歌集：《太阳颂》、《边塞诗歌》
- 小说：《杀手犬》、《舒展的心》、《笔与武》、《边陲之歌》、《英雄之子——肉孜将军小说集》[1]